# Picking Up the Pieces (Jewel)
Picking Up the Pieces è il dodicesimo album in studio della cantautrice statunitense Jewel, pubblicato nel 2015.

## Tracce
1. Love Used to Be – 5:41
2. A Boy Needs a Bike – 4:10
3. Everything Breaks – 4:01
4. Family Tree – 3:36
5. It Doesn't Hurt Right Now (featuring Rodney Crowell) – 4:35
6. His Pleasure Is My Pain – 5:42
7. Here When Gone – 4:44
8. The Shape of You – 4:15
9. Plain Jane – 3:49
10. Pretty Faced Fool – 3:51
11. Nicotine Love – 6:33
12. Carnivore – 4:20
13. My Father's Daughter (featuring Dolly Parton) – 3:25
14. Mercy – 3:46

## Classifiche
| Classifica (2015) | Posizione raggiunta |
| ----------------- | ------------------- |
| Stati Uniti       | 28                  |